# Rally La Vila Joiosa de 2005
El Rally La Vila Joiosa de 2005 fue la 15.ª edición del rally y la primera ronda de la temporada 2005 del Campeonato de España de Rally. Se celebró entre el 11 y el 12 de marzo y contó con un itinerario que sumaba un total de 184,20 km cronometrados.

## Clasificación final
| Pos. | Piloto               | Copiloto         | Automóvil                  | Tiempo    | Diferencia |
| ---- | -------------------- | ---------------- | -------------------------- | --------- | ---------- |
| 1.   | Alberto Hevia        | Alberto Iglesias | Renault Clio S1600         | 1:58:53.8 | 0.0        |
| 2.   | Dani Sordo           | Marc Martí       | Citroën C2 S1600           | 1:59:09.5 | +15.7      |
| 3.   | Enrique García Ojeda | Jordi Barrabés   | Peugeot 206 S1600          | 2:00:01.2 | +1:07.4    |
| 4.   | Joan Vinyes          | Xavier Lorza     | Peugeot 206 S1600          | 2:00:03.5 | +1:09.7    |
| 5.   | Sergio Vallejo       | Diego Vallejo    | Fiat Punto S1600           | 2:01:38.3 | +2:44.5    |
| 6.   | Emilio Segura        | Ignacio Aviñó    | Peugeot 206 S1600          | 2:03:06.1 | +4:12.3    |
| 7.   | Manuel Rueda         | Borja Rozada     | Renault Clio S1600         | 2:03:28.7 | +4:34.9    |
| 8.   | Marc Gutiérrez       | Ferrán Naudi     | Mitsubishi Lancer Evo VIII | 2:05:45.8 | +6:52.0    |
| 9.   | Samuel Lemes         | Oriol Julià      | Mitsubishi Lancer Evo VIII | 2:10:20.2 | +11:26.4   |
| 10.  | Eloy Entrecanales    | Borja Odriozola  | Peugeot 206 XS             | 2:11:32.2 | +12:38.4   |